# Salvador Bermúdez de Castro y Bernales
Salvador Bermúdez de Castro y Bernales, IV marqués de Lema (Madrid, 15 de enero de 1932-Ibidem, 5 de marzo de 2020) fue un diplomático español, embajador de España en Chile, Colombia, Uruguay y la Unesco.

## Biografía
Nieto del abogado y político Salvador Bermúdez de Castro y O'Lawlor. 
Se casó en Lima (Perú) con María Freundt y Cueva.
Su carrera diplomática comenzó en 1963 cuando fue destinado a la embajada de España en Londres. En 1967 se trasladó a Buenos Aires, para prestar sus servicios en la embajada en Argentina. En 1970 fue destinado a Madrid. El 16 de febrero de 1976 fue nombrado subdirector general de Asuntos de Iberoamérica en el Ministerio de Asuntos Exteriores y, un año después, director general de ese mismo departamento. En mayo de 1979 fue nombrado embajador en Chile. Posteriormente fue nombrado director general de la Oficina de Cooperación con Guinea Ecuatorial (1983-1985).
Dos años después asumió el puesto de embajador en diversos destinos: Colombia (1987-1991), Uruguay (1993-1995) y la Unesco (1995-1996).